# Tseren Donduk Khan
'Tseren Donduk Khan (mongol : ᠴᠡᠷᠢᠩᠳᠣᠨᠳᠣᠭ, MNS : Tserendondog, russe : Церен-Дондук) est un khan mongol, Torgut.
C'est le fils d'Ayouka Khan.